# Örjan Strannegård
Örjan Strannegård, född 19 april 1936 i Örebro, död 26 juli 2021 i Göteborg, var en svensk läkare och professor i virologi.
Örjan Strannegård föddes i Örebro och växte upp i Göteborg, där han avlade studentexamen vid Hvitfeldtska högre allmänna läroverket 1955. Han disputerade inom laboratoriemedicin på Göteborgs universitet år 1967 med avhandlingen The effect of antibodies and normal serum factors on toxoplasma gondii och gjorde en postdoc vid Stanford. Han blev professor vid Umeå universitet vid 38 års ålder. Strannegård var en tid chef vid Mikrobiologiska centrallaboratoriet i Stockholm och blev chef för klinisk mikrobiologi och professor i virologi vid Sahlgrenska sjukhuset i Göteborg 1992. Han drev vid sidan av arbetet Galleri Galax i Göteborg.
Örjan Strannegård gifte sig 1960 med Inga-Lisa Lundberg.